# Миреш (Бистрица-Насауд)
Миреш (рум. Mireș) насеље је у Румунији у округу Бистрица-Насауд у општини Киуза. Oпштина се налази на надморској висини од 464 m.

## Становништво
Према подацима из 2002. године у насељу је живело 142 становника, од којих су сви румунске националности.